# Agger Kanal

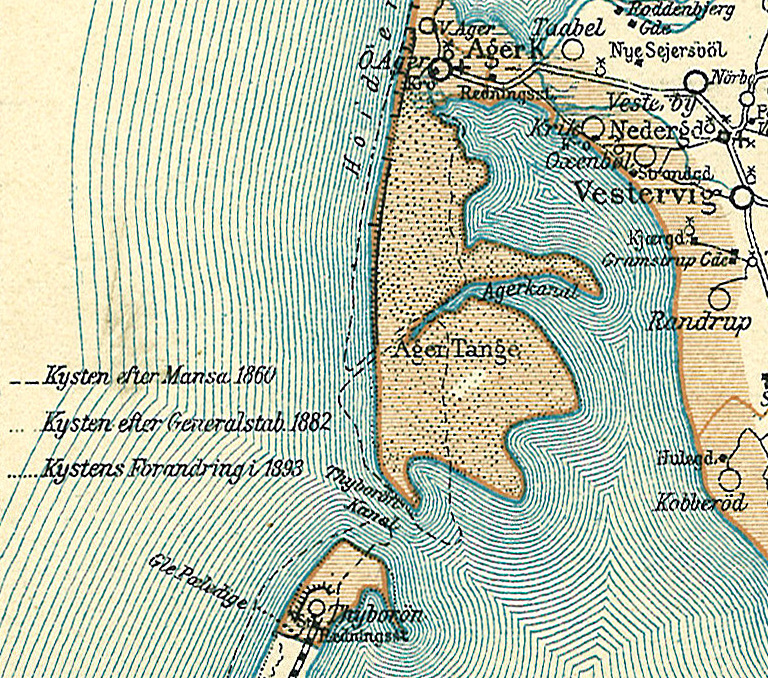
Agger Tange omkring 1900, med den igensandade Agger Kanal, och med tidigare kustlinjer antydda

Agger Kanal, eller Aggerkanal, var ett inlopp till Limfjorden från Nordsjön, som uppstod genom en stormflod den 3 februari 1825. Från början var den en smal öppning, vilken så småningom utvidgades och ökade både i bredd och djup, så att den snart blev segelbar. Det första fartyget seglade igenom kanalen 1834.
År 1849 hade kanalen en bredd på omkring 440 meter och var uppemot 2,5 meter djup. Segelfarten genom kanalen var som störst på 1850-talet, då det till och med fanns en direkt ångbåtsförbindelse med England genom kanalen. Toppåret var 1855, då 1 805 fartyg passerade. Därefter minskade kanalens djup och segelfarten, tills den helt upphörde vid mitten av 1860-talet. Samtidigt hade en annan stormflod 1863 åstadkommit ett nytt genombrott av Agger Tange längre söderut och bildat Thyborøn Kanal. I och med denna händelse sandades Agger Kanal igen mer och mer för att 1877 helt upphöra.
Under den tid Agger Kanal var segelbar, medverkade den till en kraftig uppgång av fartygstrafiken på den västra delen av Limfjorden. Den tidigare skuthandeln mellan den jylländska västkusten i Thy och Norge fick nu lastageplatser inne i Limfjorden. Där uppstod en rad nya lastageplatser, som Krik, Oddesund, Tambohuse, Hindsels, Gravgård, Doverodde, Visby å, Gudnæs strand, Vilsund, Hovsør och Øsløs.

## Agger Kanal Redningsstation
Mellan 1852 och 1874 hade Det Nørrejydske Redningsvæsen en räddningsstation med en räddningsbåt vid Agger Kanal.